# Thirty-Three
Thirty-Three è un singolo del gruppo alternative rock statunitense The Smashing Pumpkins, il quinto ed ultimo estratto dal loro terzo album Mellon Collie and the Infinite Sadness. È stato anche il primo singolo pubblicato dopo la morte di Jonathan Melvoin ed il temporaneo allontanamento di Jimmy Chamberlin.

## Il brano
Il 24 agosto del 2000, durante una puntata di VH1 Storytellers, Billy Corgan raccontò il significato dietro la canzone.
(Billy Corgan,VH1 Storytellers)
È stato il primo brano scritto da Billy Corgan dopo il Siamese Dream tour.
Lo stesso Corgan il 24 agosto 2000 ha scherzato in una puntata di VH1 Storytellers asserendo che aveva in mente di fare "Thirty-Three", "Sixty-Six", e "Ninety-Nine", ma di aver finito solo "Thirty-Three".
Quando la band ha pubblicato il suo Greatest Hits nel 2001, Thirty-Three non è stata inserita né nella versione internazionale, né in quella americana venendo tuttavia inclusa nel Greatest Hits Video Collection.
Il singolo ha raggiunto il 2º posto nella Billboard Alternative Songs negli Stati Uniti.

## Video
Il video musicale di Thirty-Three, diretto da Billy Corgan e dalla sua fidanzata dell'epoca Yelena Yemchuk, è filmato con una serie di immagini scattate in stop-motion, che termina con una rievocazione della copertina dell'album Mellon Collie. Jimmy Chamberlin è già assente dalle immagini riguardanti la band. Il video del brano, a differenza della maggior parte dei video dei Pumpkins, è stato realizzato con immagini strettamente legate alle parole del testo.
I fan hanno lanciato un grande attacco allo spettacolo Total Request Live di MTV per avere la canzone riprodotta il giorno del trentatreesimo compleanno di Billy Corgan nel 2000. Il progetto non è stato un successo, non riuscendo a raggiungere le richieste per un numero sufficiente, ma è stato menzionato in onda dal presentatore Carson Daly.

## Tracce
Tutti i brani sono di Billy Corgan eccetto dove indicato.
CD Maxi singolo USA e UK
1. Thirty-Three – 4:09
2. The Last Song – 3:55
3. The Aeroplane Flies High (Turns Left, Looks Right) – 8:31
4. Transformer – 3:25

CD singolo 2 UK
1. Thirty Three – 4:09
2. The Bells – 2:16 (J. Iha)
3. My Blue Heaven – 3:20 (G. Whiting, W. Donaldson)

## Classifiche
| Classifica (1996)               | Posizione massima |
| ------------------------------- | ----------------- |
| Regno Unito                     | 21                |
| Stati Uniti (Billboard Modern)  | 2                 |
| Stati Uniti (Billboard Hot 100) | 39                |

## Formazione
The Smashing Pumpkins
- Billy Corgan – voce, chitarra
- James Iha – chitarra
- D'arcy Wretzky – basso, cori
- Jimmy Chamberlin – batteria

Atri musicisti
- Billy Corgan Sr – chitarra in The Last Song
- Eric Remschneider – violoncello in The Bells e My Blue Heaven
- Adam Schlesinger – pianoforte in The Bells
- Chris Martin – pianoforte in My Blue Heaven